# Thymophylla aurea
Thymophylla aurea là một loài thực vật có hoa trong họ Cúc. Loài này được (A.Gray) Greene ex Britton & A.Br. miêu tả khoa học đầu tiên năm 1898.